# キ太陽熱発電所
キ太陽熱発電所は、南アフリカ共和国北西部の北ケープ州に設置されている、太陽光を熱源として発電を行う施設の1つである。すでに他の形式の太陽熱発電所ならば、例えばボクポートゥ太陽熱発電所のように同じ北ケープ州にですら開業していたものの、タワー型の太陽熱発電所としては当施設がアフリカで初めてである。また蓄熱装置も備えており、出力を絞ればといった条件は付くものの、太陽熱だけで24時間発電し続けることも可能な施設と謳われており、実際に24時間発電し続けた実績も持つ。

## 施設

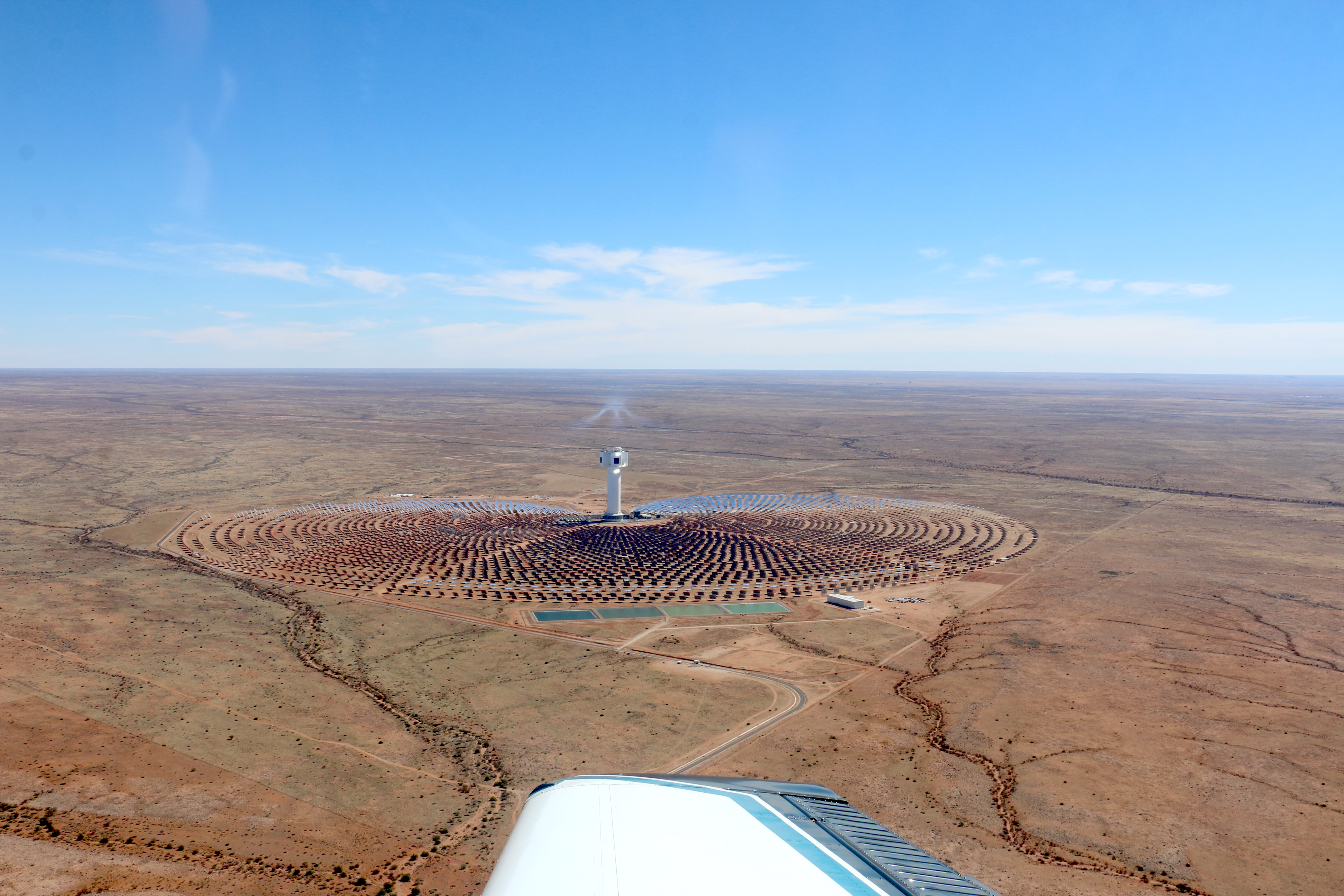
キ太陽熱発電所を鳥瞰した写真。2016年10月に撮影。

### 敷地
キ太陽熱発電所はウピングトン付近に位置しており

、敷地面積は約1.4 km2である。ここに4千枚以上のヘリオスタットと呼ばれる太陽光を反射するための可動鏡が設置されている

。
ヘリオスタットの鏡の面積の合計は、約576,800 m2に達する

。

### 集光タワー
敷地の中央部には集光タワー（solar power tower）が建てられており、その高さは205 mに及び

、この集光タワーの最上部にheliostatによって反射された太陽光を受けて加熱される部分が存在する。発電所の敷地内に設置されている全てのheliostatは、常に集光タワーの最上部に鏡で受けた太陽光を反射するように、太陽を追尾して動いている。この結果、最高で530 ℃にまで水蒸気の加熱が可能であり

、それを集光タワー内に設置してある蒸気タービンに送り込んで汽力発電を行っている。出力は50 MWである

。
復水器は空冷方式であり、集光タワーに取り付けられた放熱板に、自然の風が当たることで廃熱を行って、水蒸気を液体の水に戻している

。

### 蓄熱装置
キ太陽熱発電所には蓄熱装置も設けられており、集光タワーで加熱された水蒸気を使って、蓄熱装置も暖めている

。
このように蓄熱装置を備えていることによって、この施設を運用しているアベンゴア・ソラール社は、キ太陽熱発電所は太陽のエネルギーだけで24時間稼動することが可能なタワー型の太陽熱発電所であると主張しているものの、24時間稼動し続ける場合、夜間は出力を絞らなければならず、もしも最大出力で発電した場合には2時間しか発電を続けられない程度の蓄熱装置である

。

## 歴史

### 計画
キ太陽熱発電所の建設計画を進めたのは、スペイン企業のアベンゴア・ソラール社である。ところで、同社はスペイン南西部セビーリャ県のサンルーカル・ラ・マヨルに、タワー型の太陽熱発電所としては世界で初めて商業運転を行った2007年3月30日に開業のプランタ・ソラール10と

、その改良型で2009年に開業したプランタ・ソラール20を持っている

。
キ太陽熱発電所は、これら2つのタワー型の太陽熱発電所の発展形として計画が立てられていった。

### 建設
キ太陽熱発電所は2012年11月に建設が開始された。ところが、建設中の2014年11月に、クレーンが倒壊したことによって、2人が死亡し、7人が負傷する事故が発生した。この事故は、キ太陽熱発電所の開業が、予定より14ヶ月も遅れた大きな原因となった

。
そんな中、2015年11月に、資金繰りが悪化したアベンゴア・ソラール社の破産手続きが開始された

。
この時、アベンゴア・ソラール社はキ太陽熱発電所を売却しようとした

。
それでも、Industrial Development Corporationや、キ太陽熱発電所が立地している地域（Khi Community Trust）からの融資によって建設は続行された。こうして、2016年2月にキ太陽熱発電所は運転を開始した。これにより、キ太陽熱発電所はアフリカで初めて開設されたタワー型の太陽熱発電所となった

。

### 完成後
キ太陽熱発電所の公式な所有者は、Khi Solar One Pty Ltdである。このKhi Solar One Pty Ltdは、アベンゴア・ソラール社が51パーセント、Industrial Development Corporationが29パーセント、Khi Community Trustが20パーセント出資して設立された。2016年12月27日にアベンゴア・ソラール社はProvisional Acceptance Certificateを受けることができて、一応存続しており、アベンゴア・ソラール社がキ太陽熱発電所の運転とメンテナンスを請け負っている。なお、キ太陽熱発電所で産み出された電力は、Eskom社へと20年間にわたって売電されることになっている

。
2016年初旬の発電実績として、キ太陽熱発電所は24時間連続して発電し続けることに成功した

。